# Marintoumania
Marintoumania est une commune rurale malienne, située dans le pays de Diombokoh, de l'arrondissement central de Ségala, dans le cercle de Ségala et la région de Kayes.

## Géographie
La localité de Marintoumania est située sur la rive droite du Kirgou à 4 km à l'est de Kouniakary.

## Histoire
Le nom de Marintoumania signifie le domaine de mon frère (ou parent) Toumany.

## Villages
La commune s'étend sur 10 localités relevées lors du recensement général de 2009. 
Les villages les plus peuplés sont :
- Marintoumania (993 habitants) ;
- Koumbiné Daralama (979 habitants) ;
- Koulouni Toucouleur (957 habitants).

La loi 2023-007 attribue à la commune rurale 10 villages  :
- Marintoumania
- Gourel-Samba
- Oussoubidiabian
- Tintila
- Marila
- Oualila
- Hamdallaye
- Sabouciré Madigata
- Kolomé Toucouleur
- Kombiné

## Lien
- Programme de développement économique social et culturel 2019 2023, Dévéloppement Sahel.